# Elma de Vries
Elma de Vries (* 20. März 1983 in Haule, Ooststellingwerf) ist eine niederländische Eisschnellläuferin und Inline-Speedskaterin. Sie ist die ältere Schwester vom Eisschnellläufer Bob de Vries.

## Karriere
Bei den Juniorenweltmeisterschaften 2000/2001 in Groningen belegte sie hinter Frédérique Ankoné und Heike Hartmann den 3. Platz. Bereits ein Jahr später wurde sie in Klobenstein Juniorenweltmeisterin im Mehrkampf und zusammen mit Mariska Huisman und Annelies van der Ploeg gewann sie im Teampursuit.
Ihre Erfolge konnte Elma de Vries bei den Senioren bisher nicht wiederholen.
Elma de Vries ist Welt- und Europameisterin im Inline-Speedskating. Seit 2002 hat sie dabei regelmäßig an Meisterschaften teilgenommen und neben ihren sechs Titeln auch zahlreiche Silber- und Bronzemedaillen gewonnen.

## Palmarès
2002
- EM in Valence d’Agen und Grenade-sur-l’Adour
  - Bronze 5000 m Staffel (Straße)

2004
- EM in Heerde und Groningen
  - Silber 5000 m Staffel (Bahn) und 1000 m (Bahn)
  - Bronze Marathon und 10000 m Staffel (Straße)

2005
- EM in Jüterbog
  - Silber 5000 m Staffel (Bahn)
  - Bronze 10000 m Punkte (Straße) und 500 m (Straße)

2006
- EM in Cassano d’Adda
  - Silber 10000 m Punkte (Straße)
  - Bronze 500 m (Bahn)
- World-Inline-Cup
  - 2. Platz Suzhou
  - 3. Platz Teamlauf Basel

2007
- EM in Estarreja und Ovar
  - Gold 1000 m (Bahn)
  - Silber 5000 m Staffel (Straße)
  - Bronze 500 m (Straße), 3000 m Staffel (Bahn)

2008
- EM in Gera
  - Silber 1000 m (Bahn)
  - Bronze 10000 m Punkte (Straße) und 3000 m Staffel (Bahn)
- World-Inline-Cup
  - Siegerin Engadin
  - 3. Platz Wolvega

2009
- Eisschnelllauf-Einzelstreckenweltmeisterschaften 2009 in Richmond
  - 8. Platz 5000 m
- Eisschnelllauf-Mehrkampfeuropameisterschaft 2009 in Heerenveen
  - 7. Platz Kleiner-Vierkampf
- Eisschnelllauf-Weltcup 2009/10
  - 2. Platz Team Heerenveen
  - 3. Platz 1500 m Calgary
- EM in Ostende
  - Silber Marathon, 5000 m Staffel (Straße), 15000 m Auss. (Straße) und 1000 m (Bahn)
  - Bronze 10000 m Punkte (Straße)

2010
- EM in San Benedetto del Tronto
  - Silber 15000 m Auss. (Straße)
  - Bronze Marathon

2011
- EM in Heerde und Zwolle
  - Silber 10000 m Punkte (Straße)

2012
- WM in San Benedetto del Tronto
  - Gold 5000 m Staffel (Straße)

2013
- WM in Ostende
  - Bronze 5000 m Staffel (Straße)
- EM in Almere
  - Gold 3000 m Staffel (Bahn), 10000 m Punkte (Straße), 5000 m Staffel (Straße) und Marathon

2015
- EM in Wörgl
  - Bronze 3000 m Staffel (Bahn)

2016
- EM in Heerde
  - Gold 5000 m Staffel (Straße)